# St. Alban (Kirchhausen)

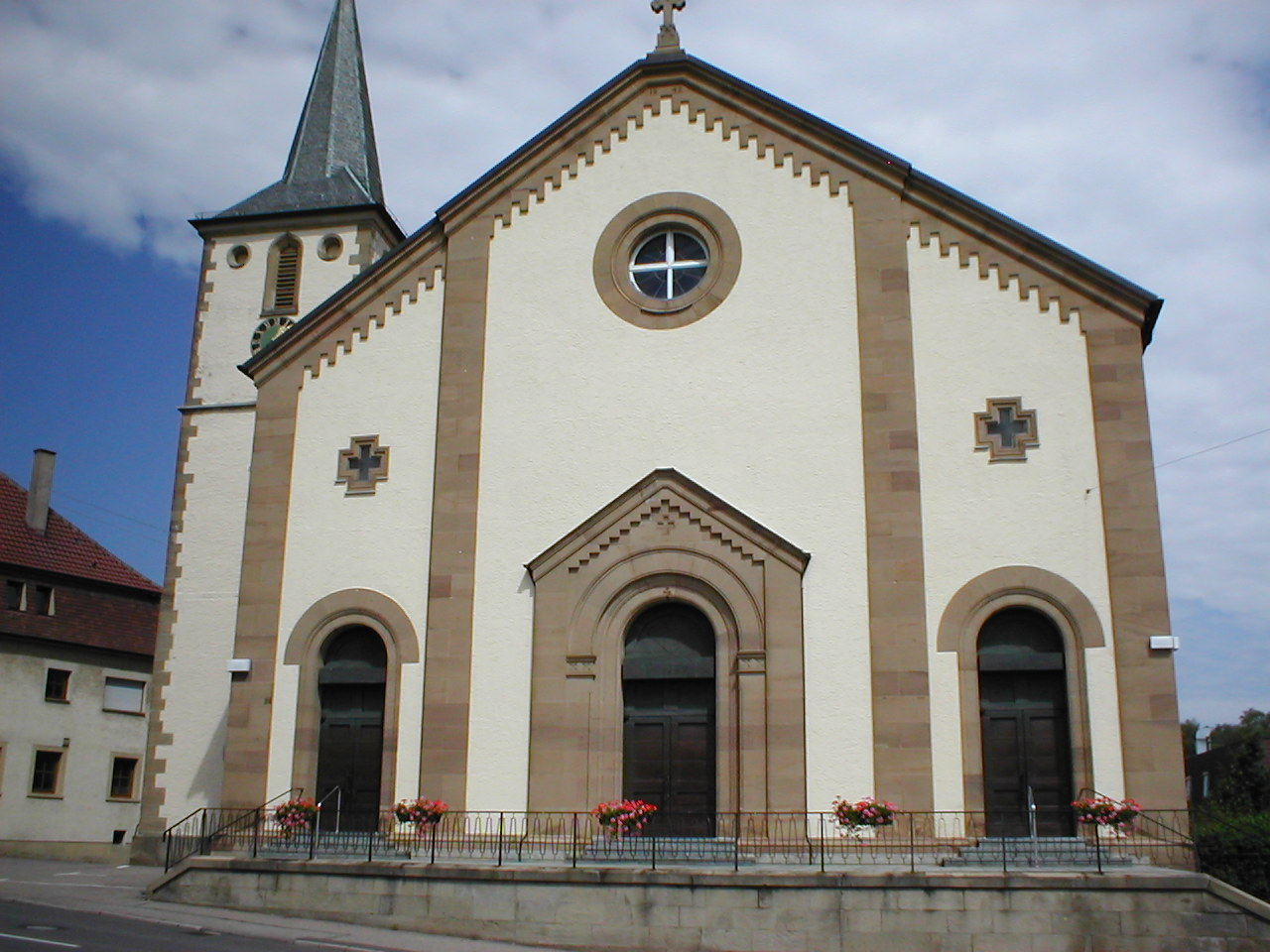
Katholische Kirche St. Alban

Die Kirche St. Alban im Heilbronner Stadtteil Kirchhausen im nördlichen Baden-Württemberg ist eine katholische Pfarrkirche. Die von 1841 bis 1844 im Rundbogenstil der Neuromanik erbaute Kirche ist die älteste erhaltene Kirche des Ortes, der aufgrund seiner einstigen Zugehörigkeit zum Deutschen Orden bis in die jüngste Vergangenheit überwiegend katholisch geprägt war. Im Rahmen der verschiedenen Renovierungsarbeiten in den Jahren 1931 und 1981 gingen jeweils monumentale Deckengemälde von Anton Glassen aus Heidelberg und August Blepp verloren.

## Architektur

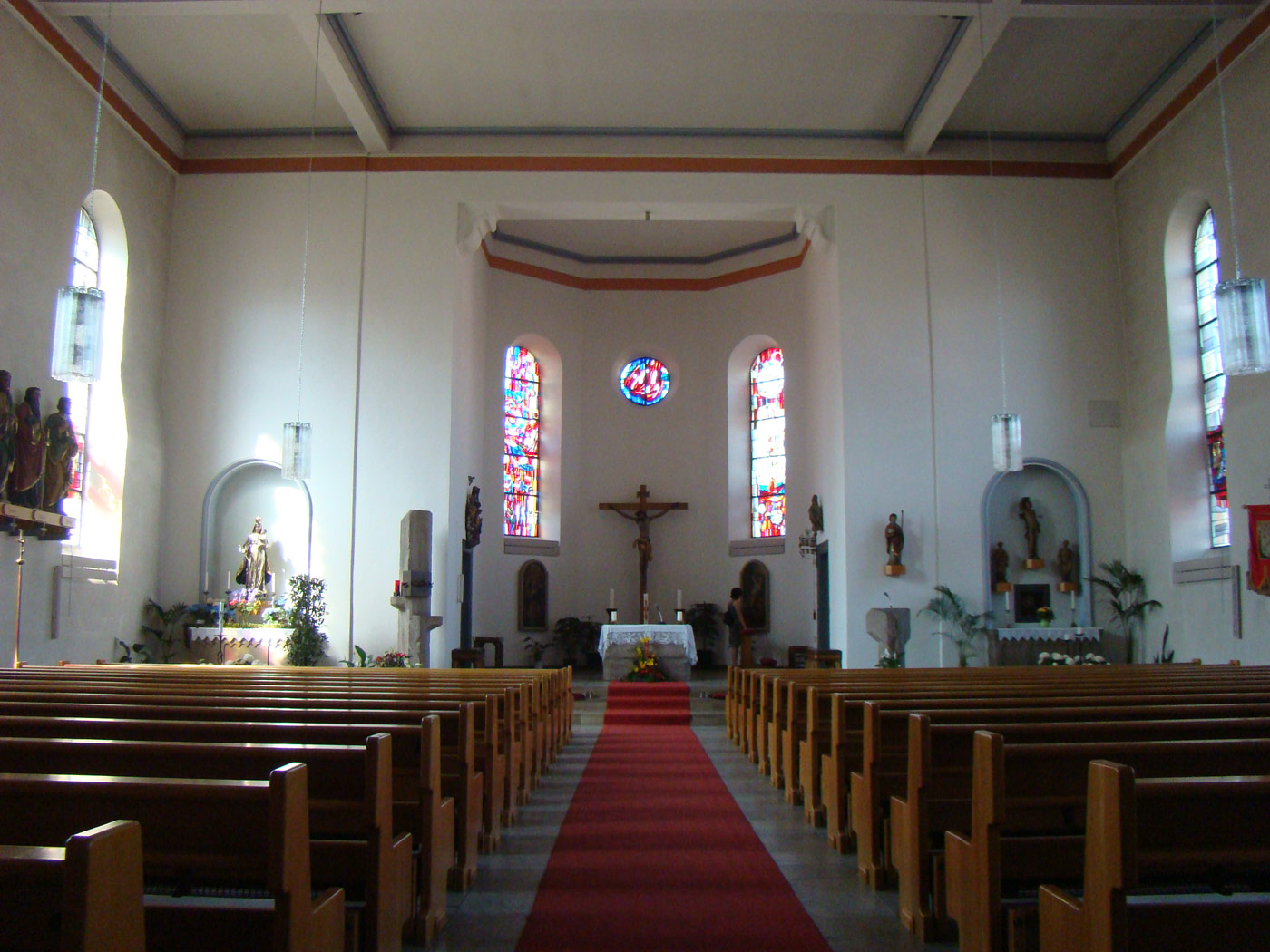
Inneres(2012)

Die  Albanskirche ist eine einschiffige Hallenkirche mit einem kleinen polygonen, nach Norden ausgerichteten Chor. Seitlich des Chores ist die Sakristei angebaut. Langhaus und Chor sind von flachen Kassettendecken überzogen. Im Süden ist eine Empore ins Langhaus eingezogen, auf der sich die Orgel der Kirche befindet. An der westlichen Seitenwand des 1841 erbauten Langhauses liegt der ältere Turm der Kirche, dessen Untergeschoss zu einer Seitenkapelle hergerichtet ist.
Im Chor ist der Hauptaltar aufgestellt, der von einem hölzernen Kruzifix überragt wird. An den Chorwänden befinden sich alte Gemälde. Über den Türen zu den Nebenräumen befinden sich an der Chorwand außerdem eine Pietà aus dem 15. Jahrhundert sowie eine plastische und farbig gefasste Darstellung der Marienkrönung.
Die Seitenaltäre werden von Altartischen und Wandnischen gebildet. Der linke Seitenaltar ist mit einer Marienstatue geschmückt, der rechte Seitenaltar mit Holzfiguren des Hl. Sebastian, Hl. Laurentius  und Hl. Stefanus, die Märtyrer werden jeweils mit deren Attributen (Pfeile, Grillrost und Steine) dargestellt, mit denen sie zu Tode gekommen sind.
An der westlichen Seitenwand des Langhauses befinden sich drei Konsolen mit jeweils vier annähernd lebensgroßen Apostelfiguren, die 1875 von Benz aus Schwäbisch Gmünd gefertigt wurden. An der östlichen Seitenwand befindet sich eine moderne geschnitzte Kreuzwegfolge und das Gemälde Himmelfahrt Maria von 1663.
Im Durchgang zur Turmkapelle ist ein Kindergrabmal von 1724 angebracht.

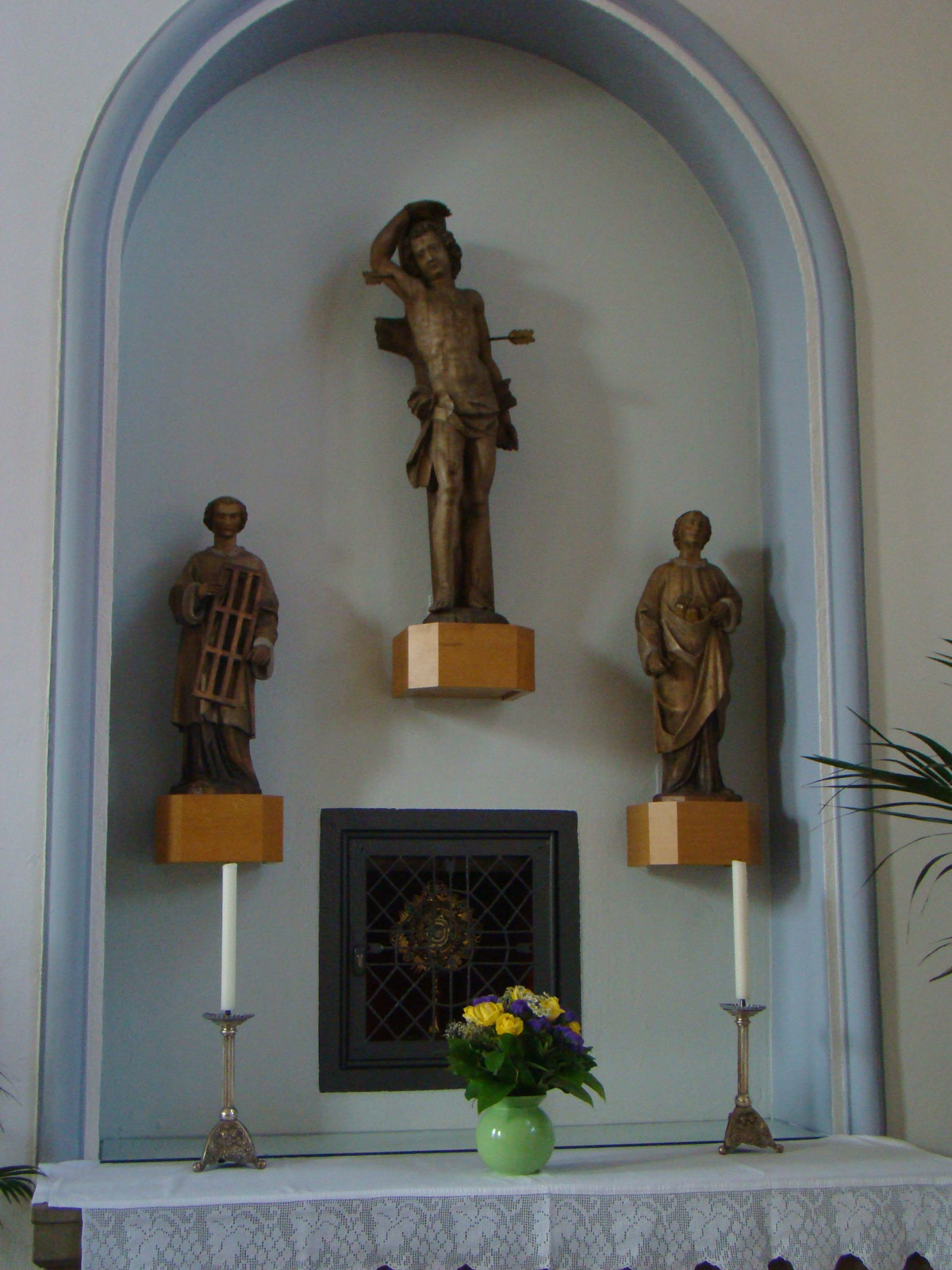
Hl. Sebastian, Hl. Laurentius  und Hl. Stefanus
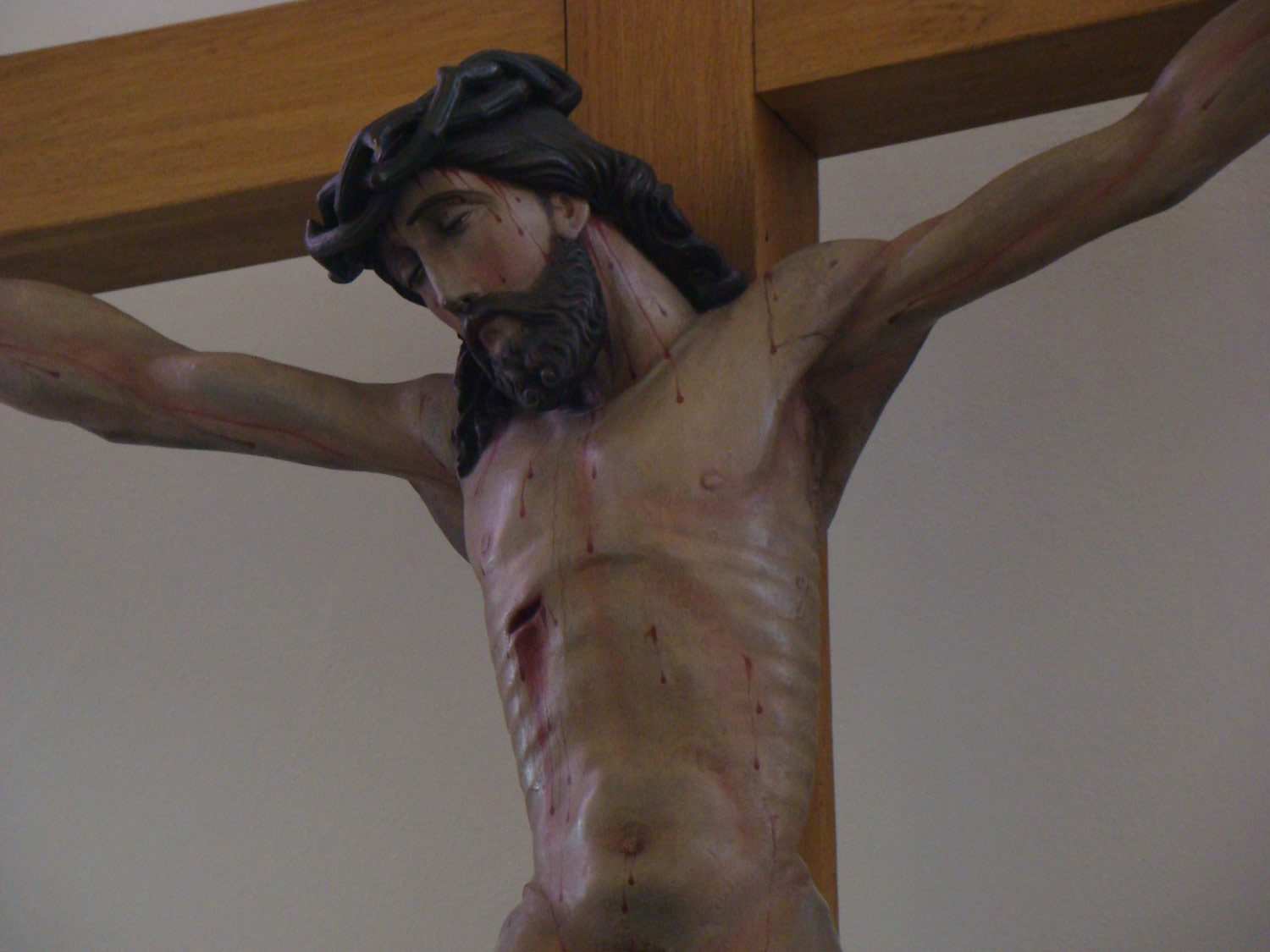
Kruzifix

## Baugeschichte

### Vorgängerbauten

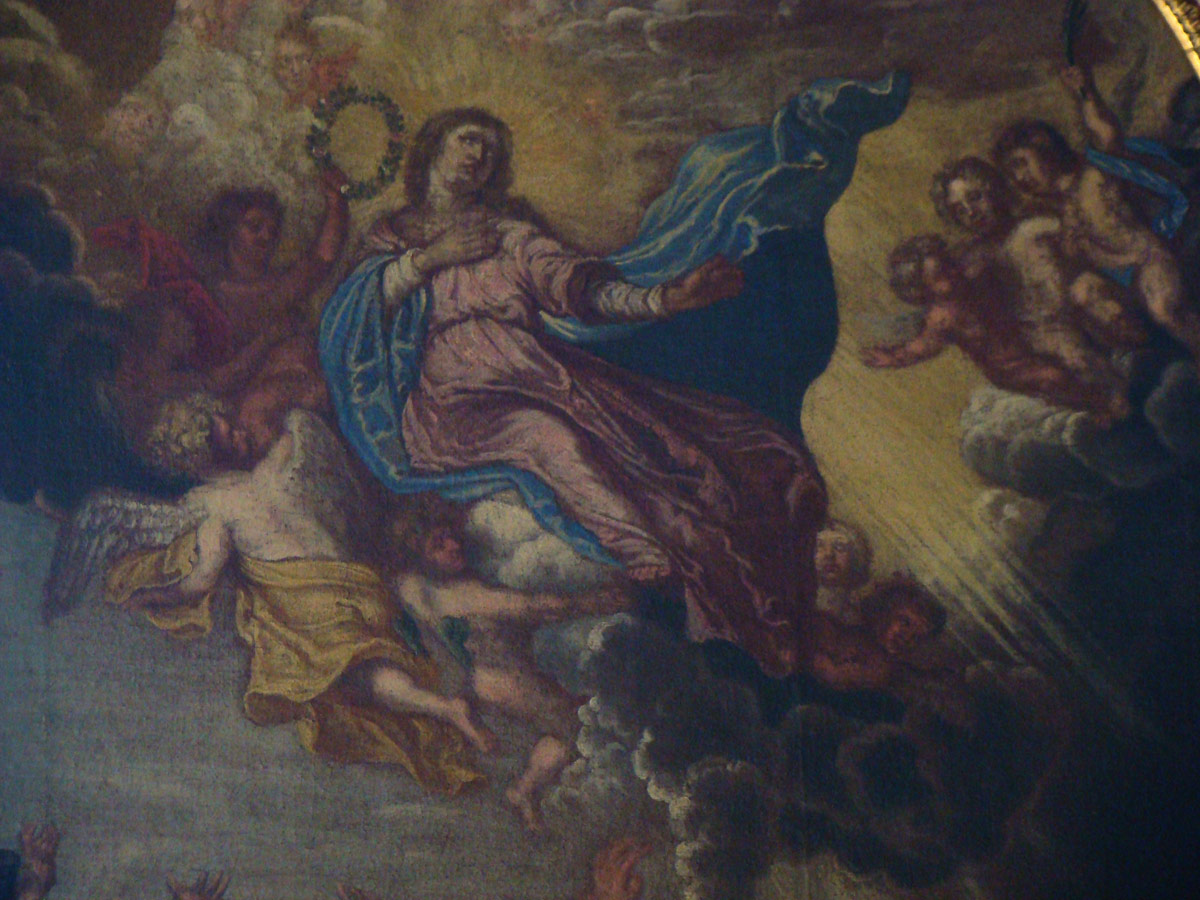
Himmelfahrt Mariae ist das älteste erhaltene Gemälde der Kirche

In Urkunden des Klosters Weißenburg werden unter den im 10. Jahrhundert, vermutlich während der Ungarneinfälle im Jahr 926, verwüsteten Klostergütern die Orte Kirchhausen und Ascheim genannt. An beiden Orten gab es Schäden an insgesamt 20 Häusern und einer Kirche. Bei der verwüsteten Kirche handelt es sich wohl um den Vorläuferbau der heutigen Kirche. Eine Kapelle mit dem Patrozinium des Hl. Alban wird 1468 im Wormser Synodale erwähnt. Die gotische Kirche wurde 1486 renoviert.  1579 entstand der spätgotische Kirchturm. Die Ausstattung des Vorgängerbaus blieb erhalten: Der Renaissance wird eine Pietà (15. Jahrhundert) und eine Anna selbdritt zugeordnet. Ein Taufstein stammt aus dem Jahre 1563. 1654 wurde eine barocke Monstranz mit dem Deutschordenswappen gestiftet, 1670 stifteten die ritterlichen Eheleute Johann Adolf Sauling und Maria Johanna einen aufwändig geschmückten barocken Messkelch. Das Gemälde Himmelfahrt Maria mit Barockrahmen stammt aus dem Jahre 1663. 1904 befand sich das Gemälde hinter der Orgel, 2012 an der östlichen Seitenwand.

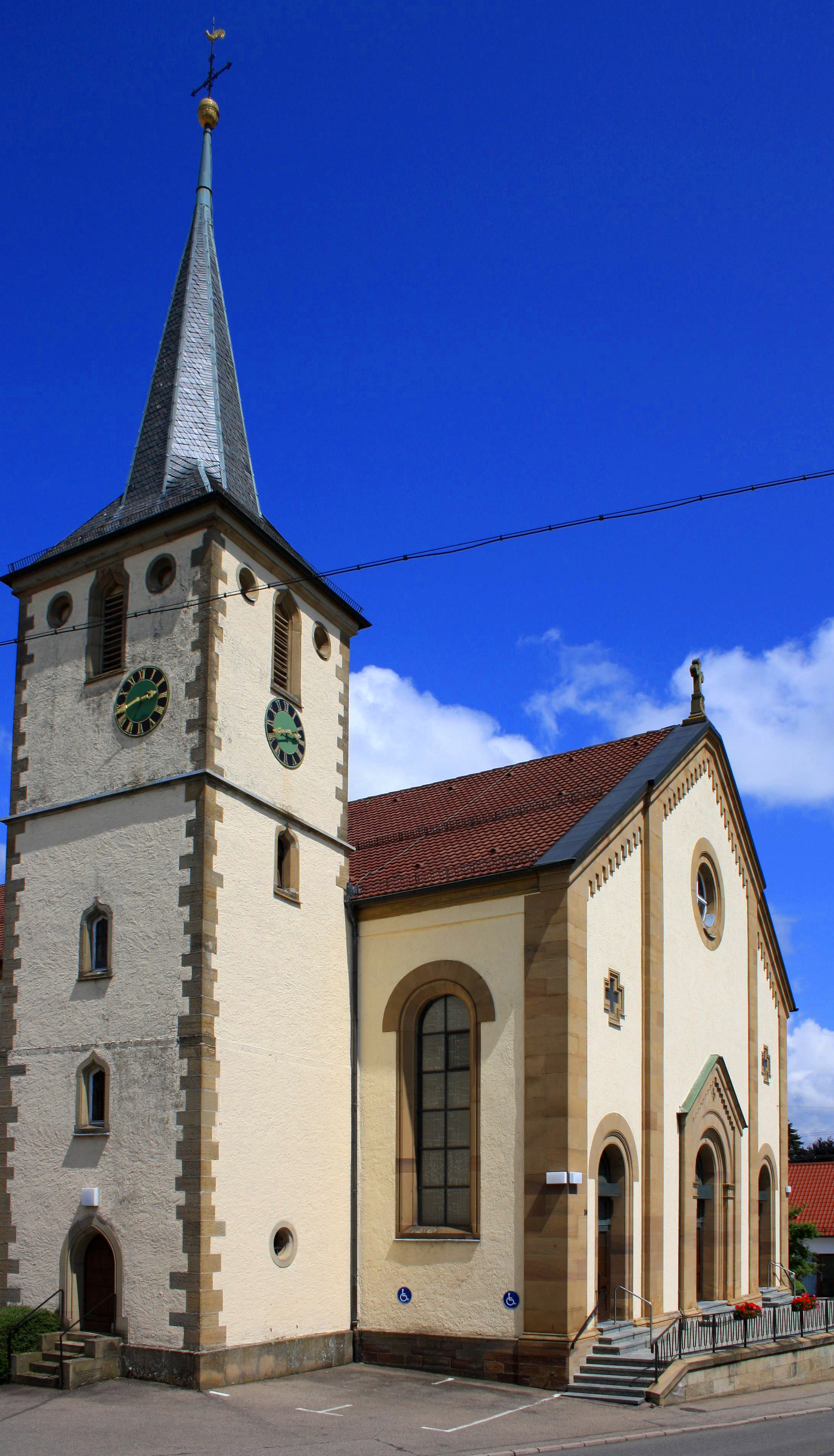
Kirchturm (1579)
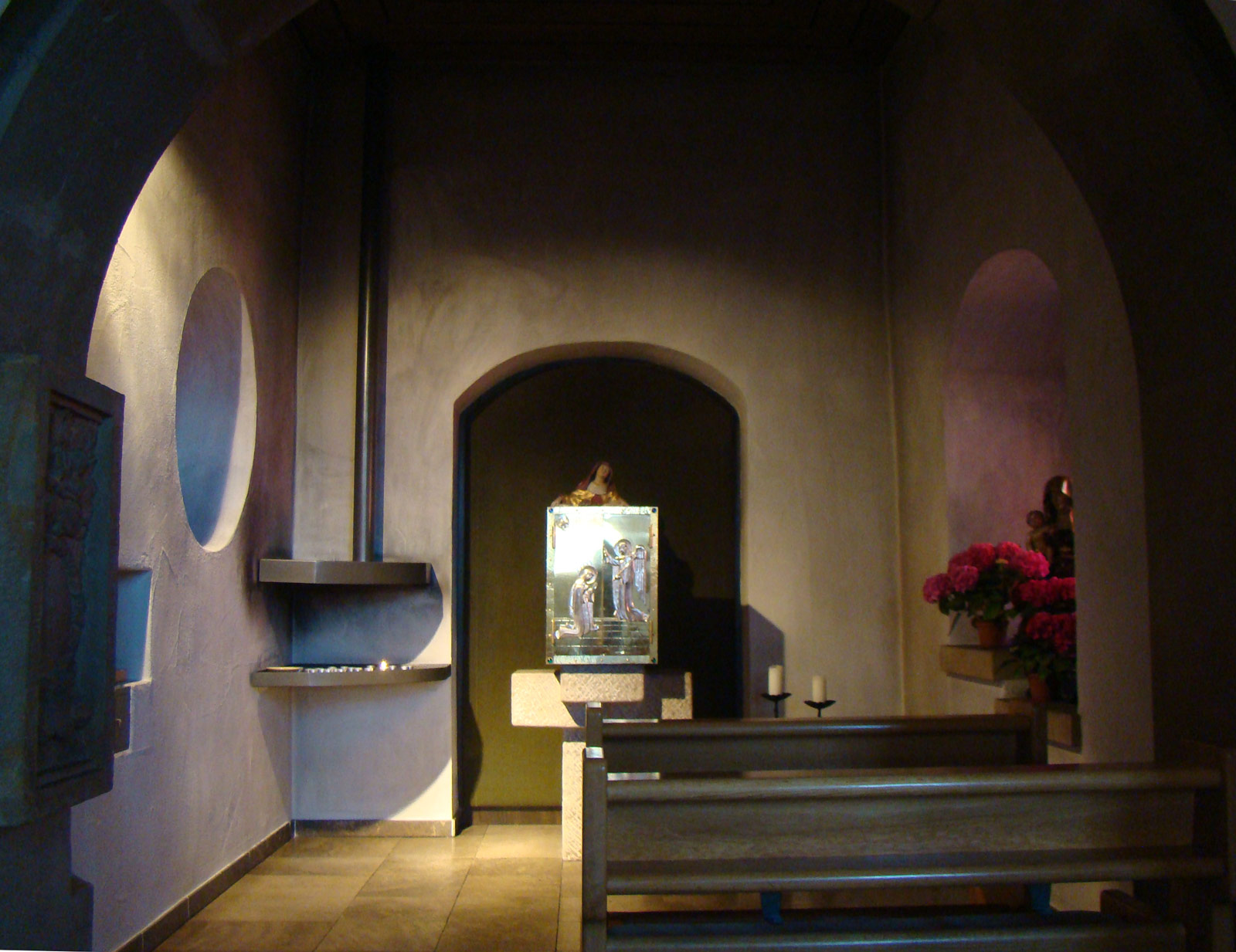
rechts die Anna selbdritt, Renaissance
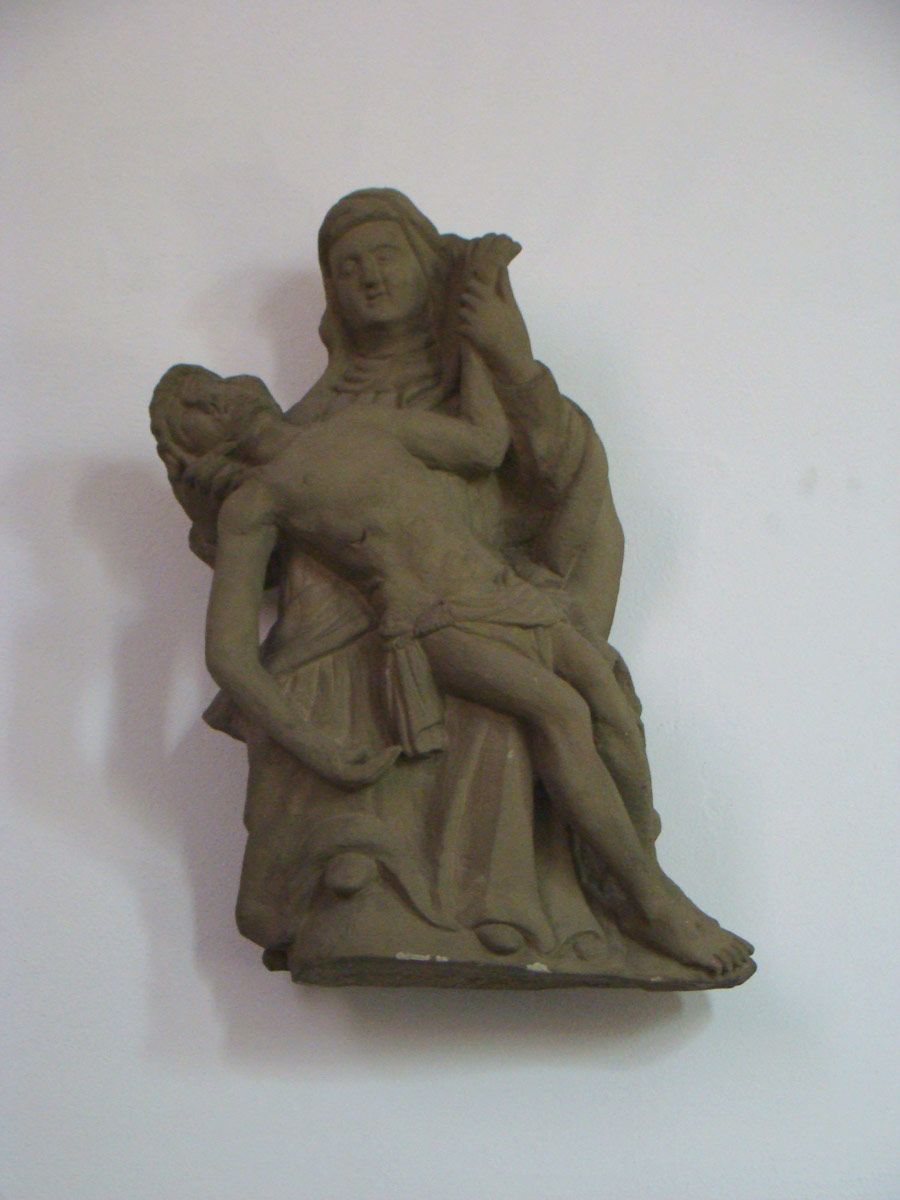
Pieta (15. Jhdt.)
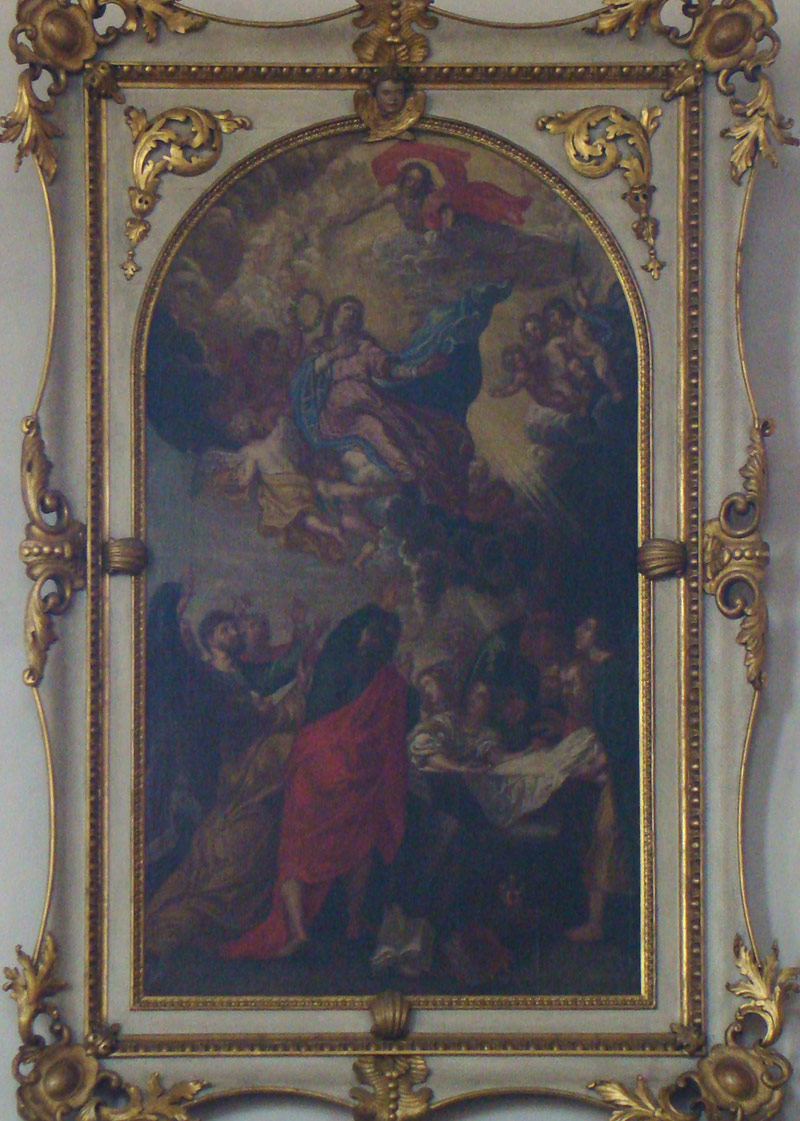
Himmelfahrt Mariä (1663)
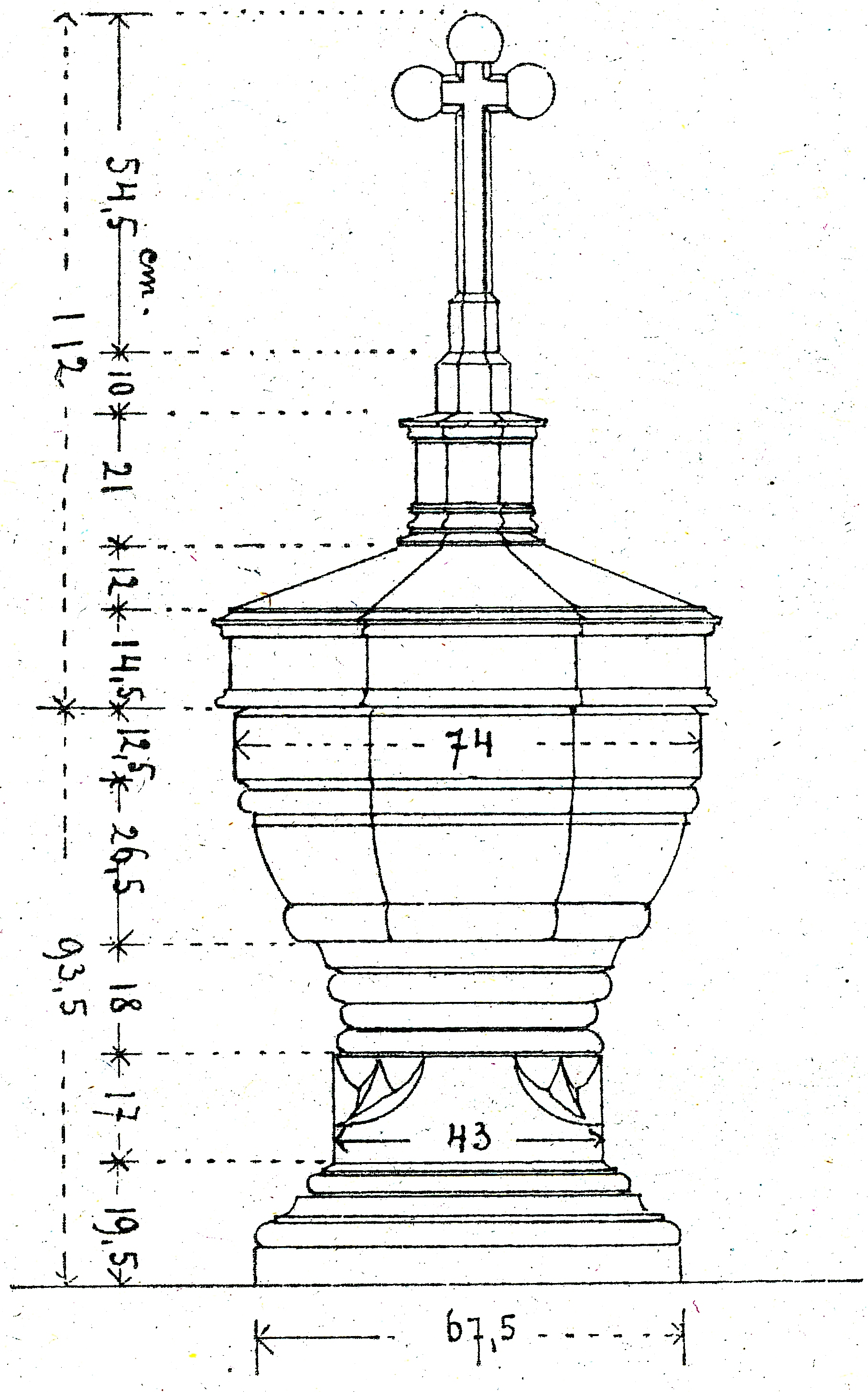
Taufstein, Aufriss
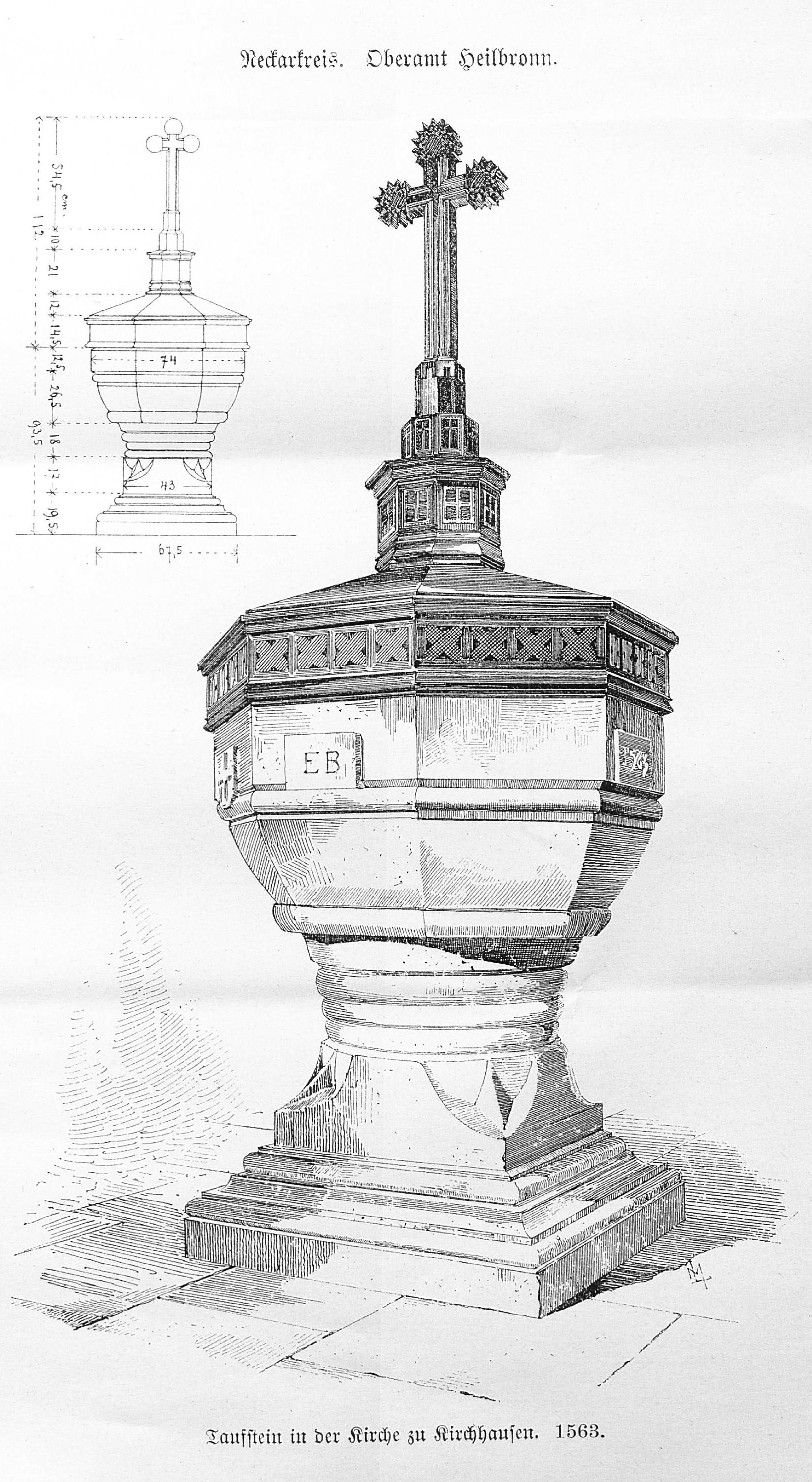
Taufstein

### Kirchenneubau 1841/46

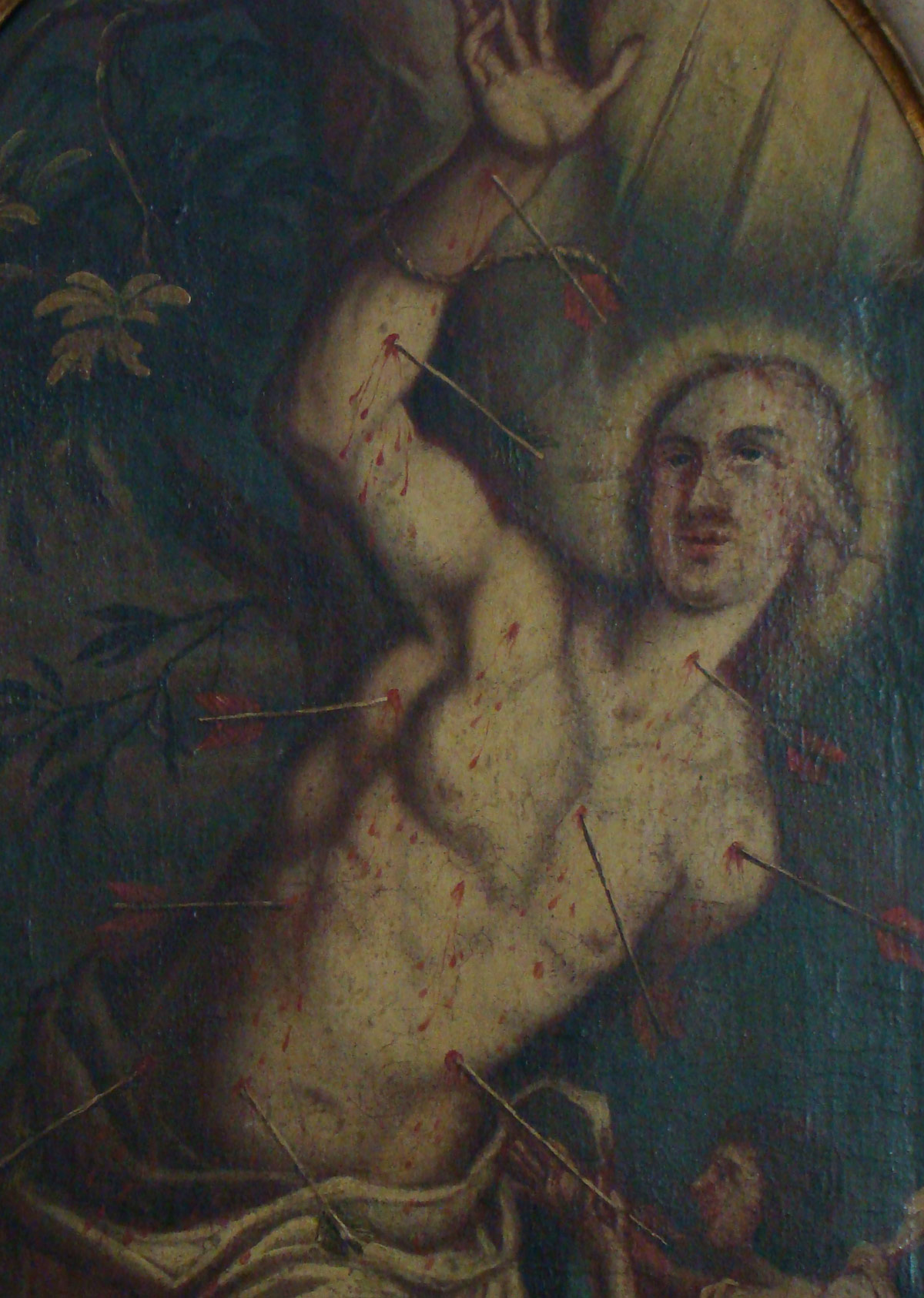
Ex-Seitenaltarbild: Hl. Sebastian von Karl Rauth

Am 21. Juni 1841  begann man den Altbau zugunsten eines Neubaus abzubrechen, wobei der 1579 erbaute Turm des Vorgängerbaus in das neue Bauwerk einging. Am 5. Oktober 1841 wurde der Grundstein gelegt. Der bis 1846 fertiggestellte Bau erfolgte nach Plänen des Stuttgarter Architekten Gottlob Georg Barth unter der Leitung des Ludwigsburger Bauinspektors Ludwig Abel.
Ignaz Pfau, der Kirchhausener Geschichtsschreiber, weihte die Kirche am 1. November 1844 ein. Da Württemberg den Kirchenbau wesentlich finanzierte, entstand der Sakralbau im so genannten „Württembergischen Finanzkammerstil“. Es entstand ein Deckengemälde, das von Anton Glassen aus Heidelberg geschaffen wurde und die Auferstehung und Himmelfahrt Christi, Sendung des hl. Geistes und Mariä Krönung zeigte.

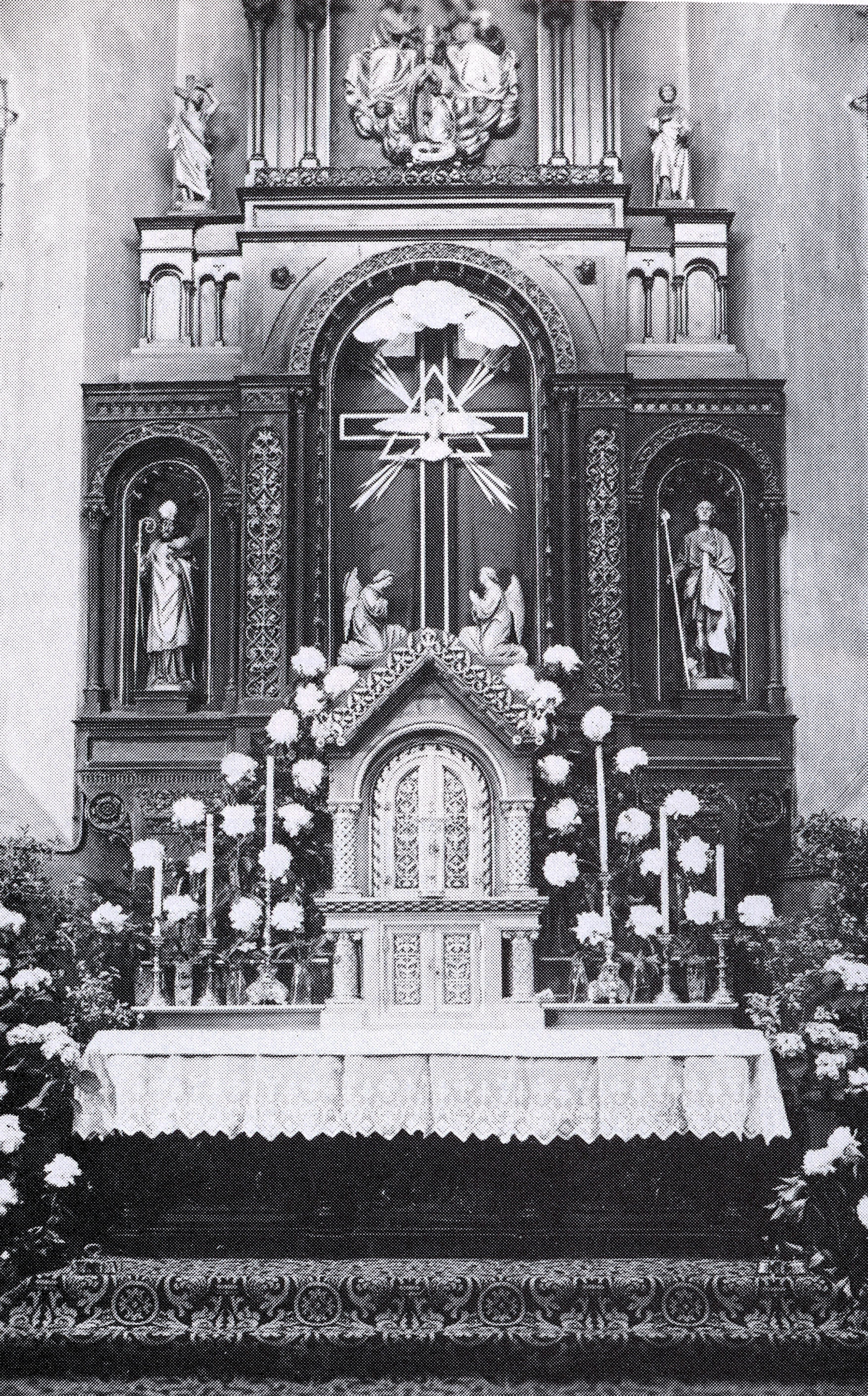
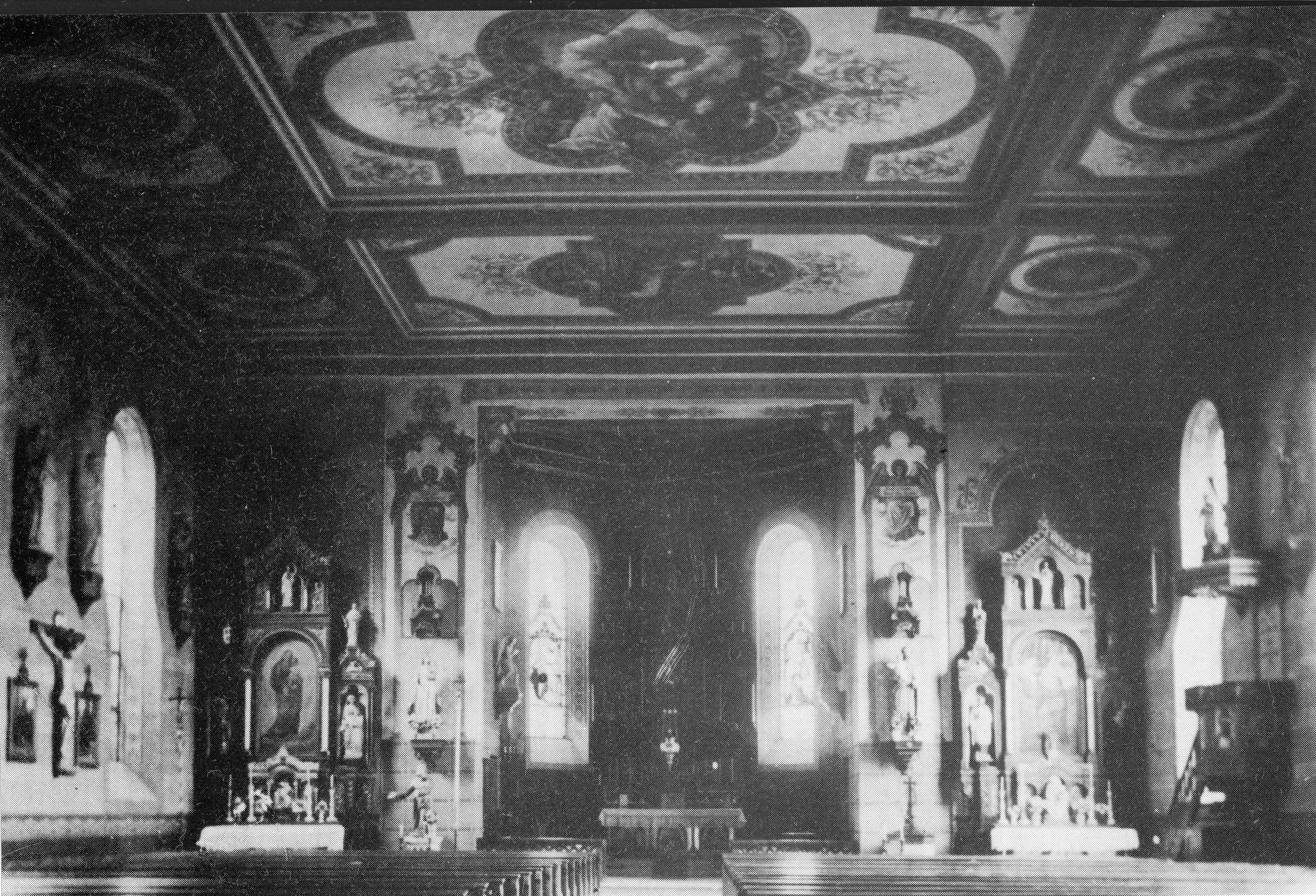
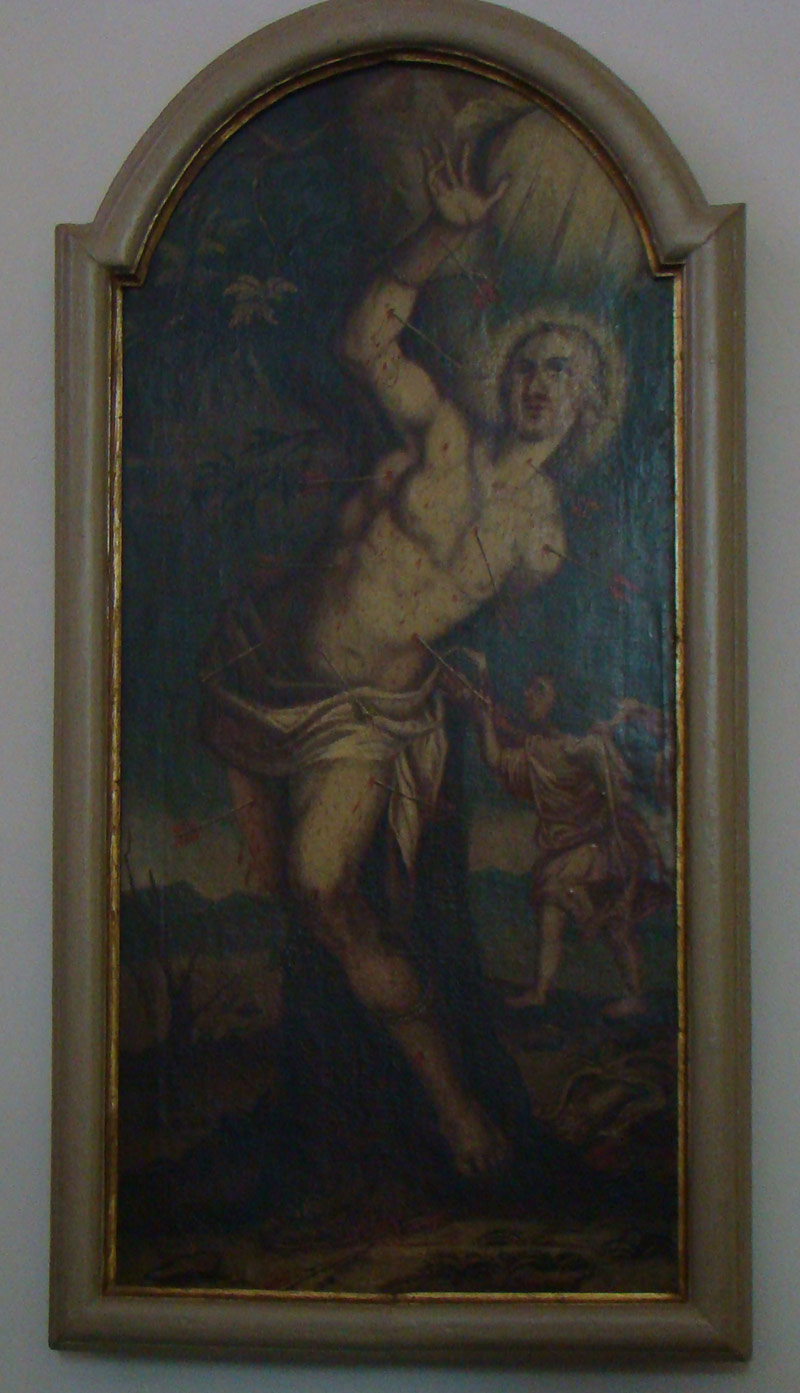
Der  Heilige Sebastian vom Seitenaltar (Rauth, Heilbronn)

### Umgestaltung 1880
Bei einer ersten Renovierung in den 1880er Jahren wurden die beiden Seitenemporen um jeweils zwei Säulenglieder verkürzt. Der Sakralbau erhielt neue Bilder: die Rosenkranzgeheimnisse. Sowohl Seiten- als auch Hochaltar zeigten desselben architektonischen Aufbau aus der Zeit des Historismus. während jedoch die Rundbögen der Seitenaltäre um 1900 noch die Gemälde  Maria mit dem Christuskind  und der Heilige Sebastian (Carl Ludwig Rauth (* 18. Oktober 1820; † 18. Februar 1881)) einfasste, war die Nische mit dem hohen Rundbogen des Hochaltars um 1900 lediglich mit Figuren  (Kempter aus Neckarsulm) geschmückt. Im Jahre 1875 schuf Benz aus Schwäbisch Gmünd verschiedene Plastiken, wie die 12 Apostelfiguren. Die hölzerne Plastik der Marienkrönung von Kempter aus Neckarsulm schmückte den Hochaltar und ist erhalten geblieben.

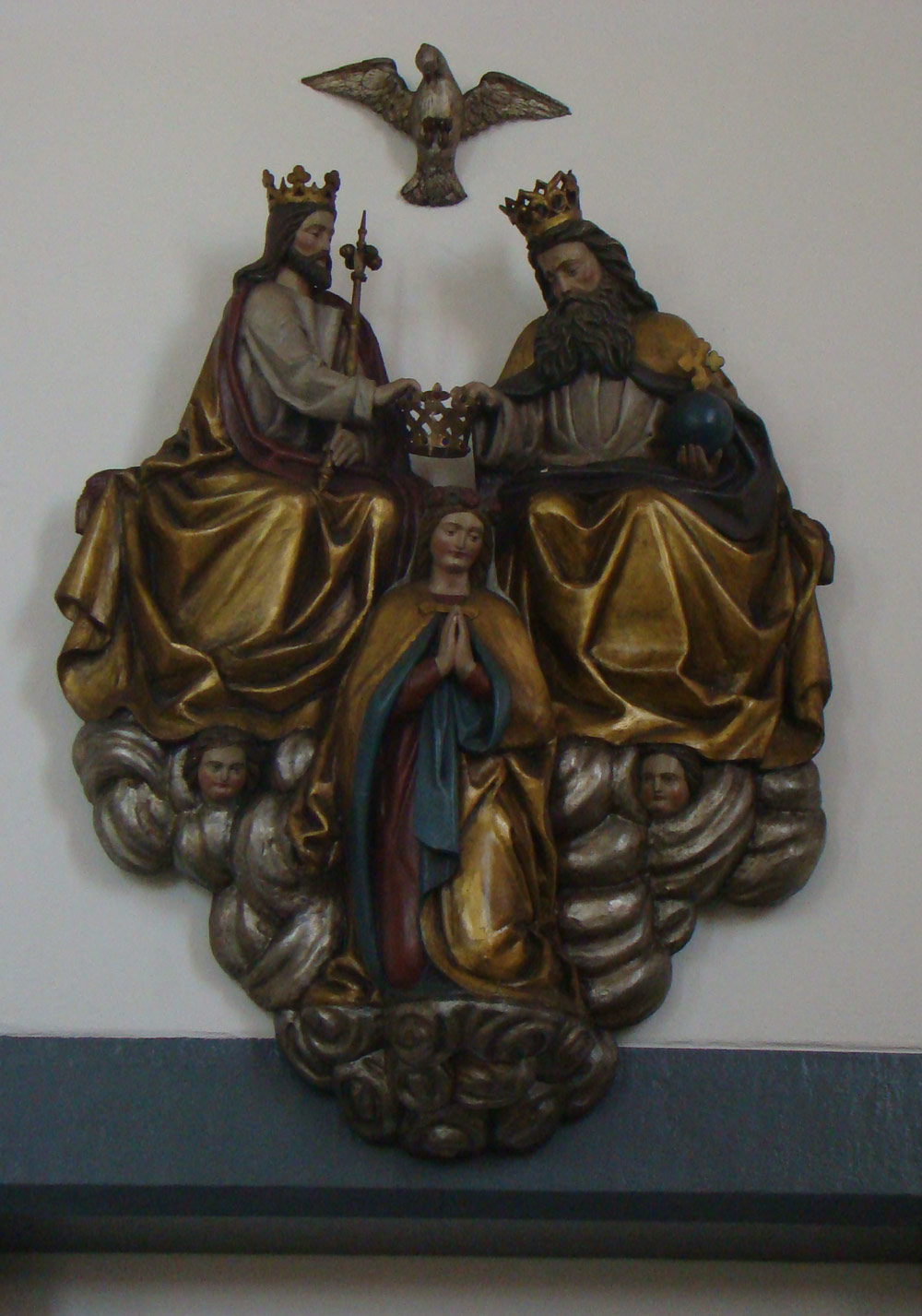
Die Marienkrönung vom Hochaltar (Kempter, Neckarsulm)
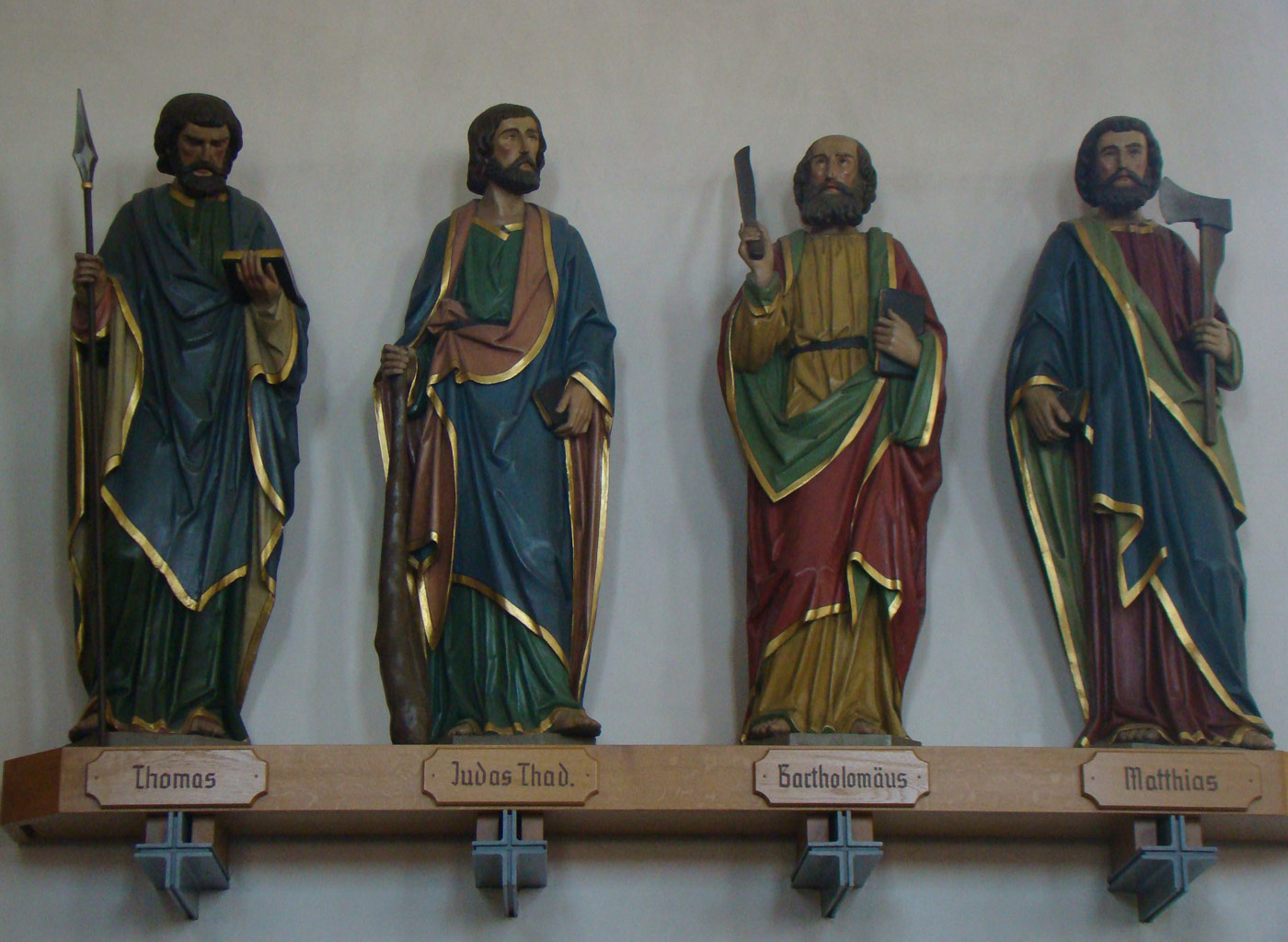
Apostelfiguren
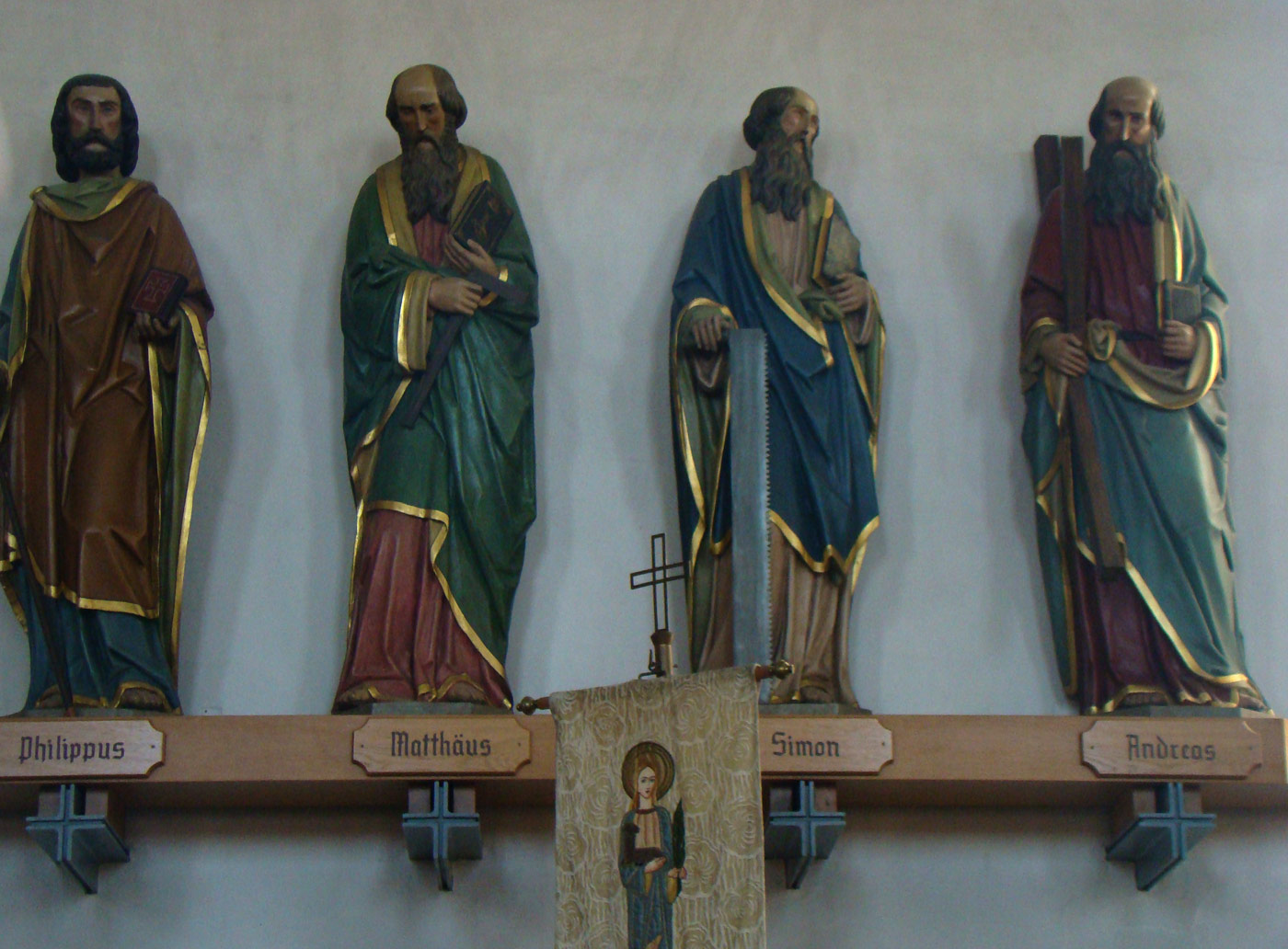
Apostelfiguren
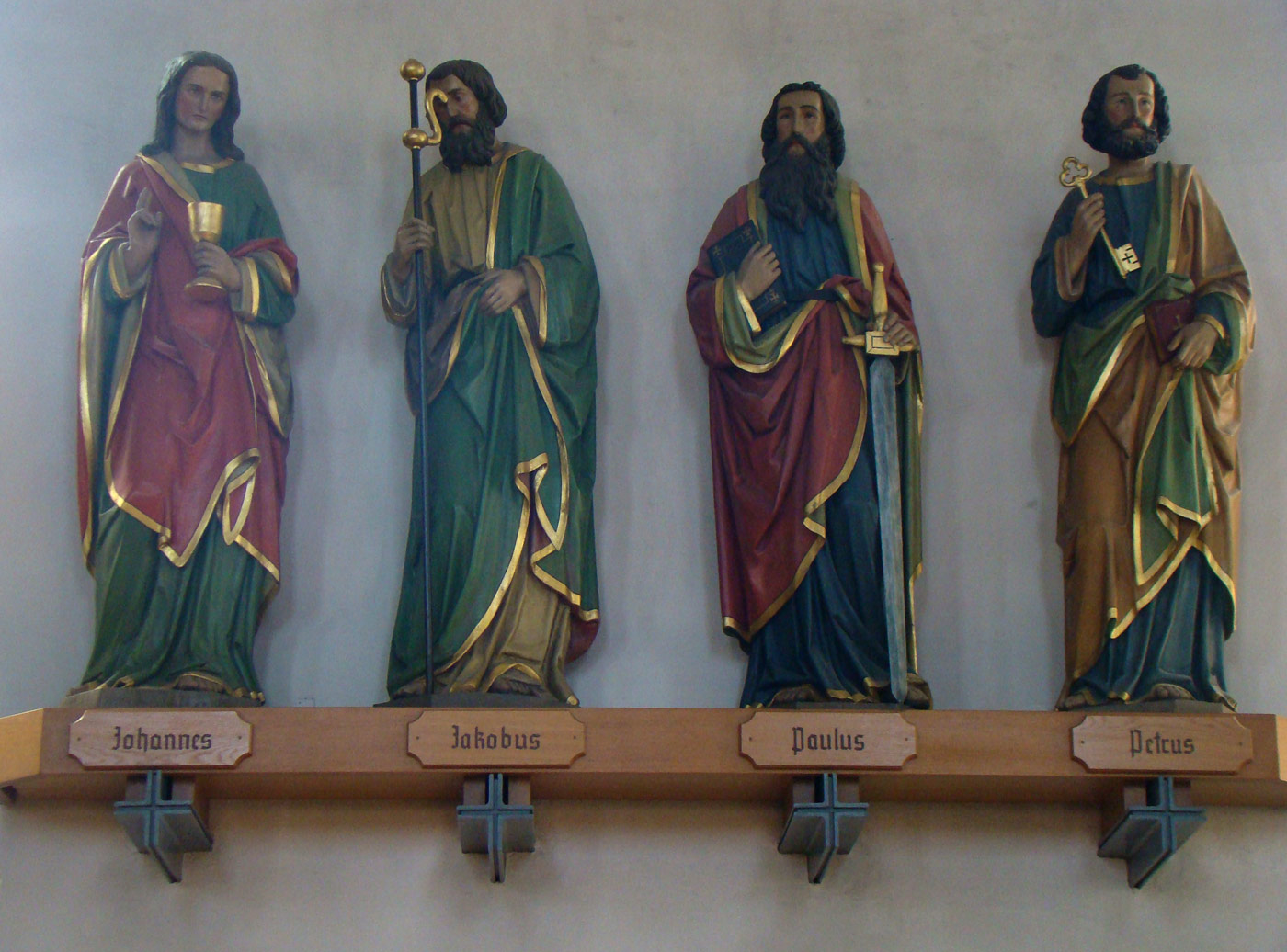
Apostelfiguren

### Umgestaltung 1931

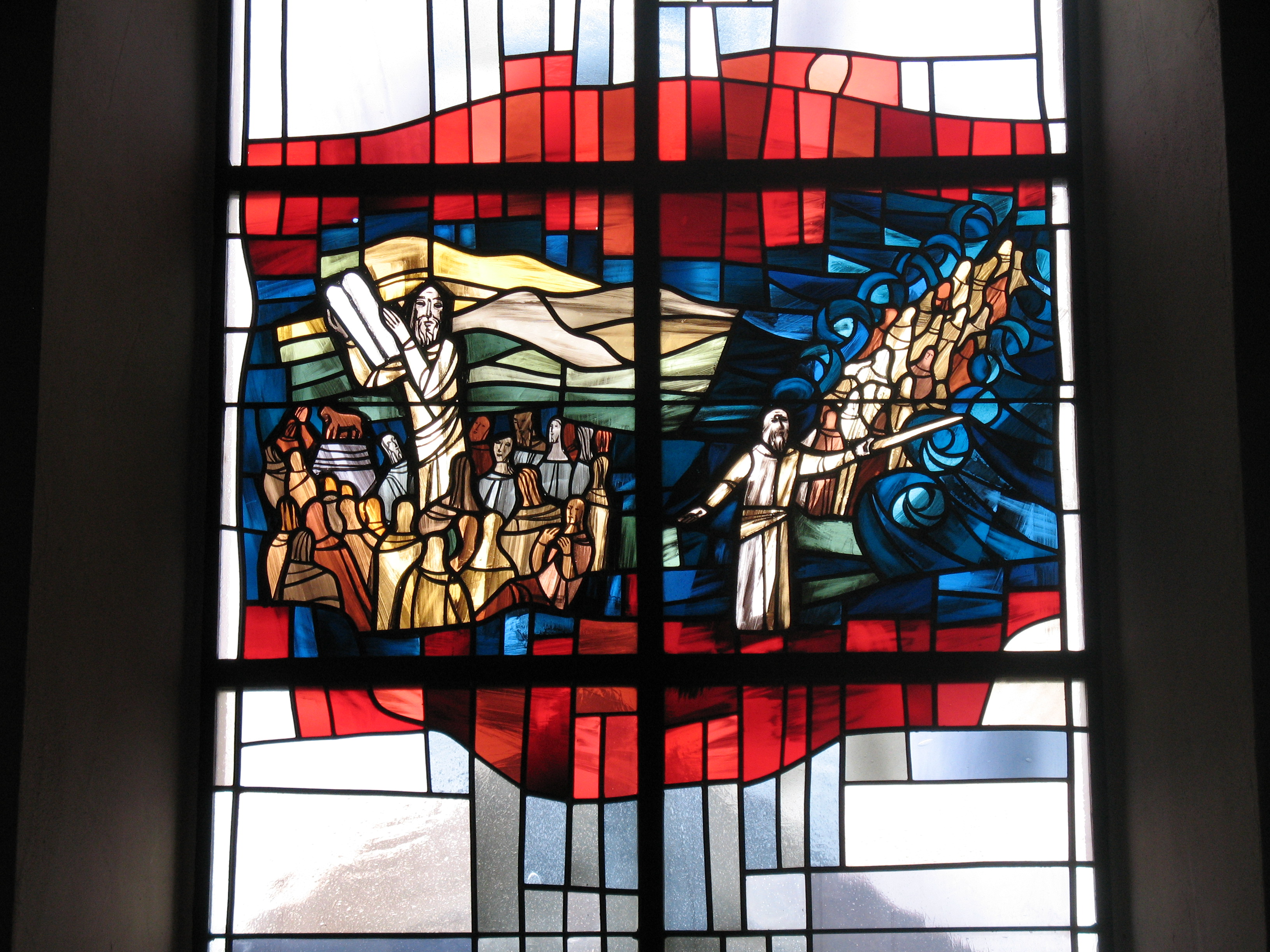
Moses, Glasfenster von Josef de Ponte, 1981

1931 wurde der Sakralbau erneut renoviert, wobei das historistische Deckengemälde entfernt wurde. Die flache Decke erhielt das Gemälde Verklärung Jesu durch August Blepp. Bei der Renovierung wurden in warmen Gelbtönen die Symbole der Eucharistie beim Altarraum angebracht.

### Nachkriegszeit
Anfang der 1950er Jahre wurden die „neoromanischen Holzaltäre“ – das heißt die historistische Architektur der Hoch- und Seitenaltäre von 1841/1846 – entfernt.
Im Zuge der 1981 durchgeführten Modernisierung wurde das Deckengemälde von 1931 entfernt. Der Künstler Josef de Ponte wurde mit der Gestaltung der insgesamt 19 Kirchenfenster beauftragt. Es handelt sich dabei um drei Bleiglasfenster im Chor mit den Themen „Schöpfung“ und „Heiliger Geist“ (Rundfenster), neun Bleiglasfenster im Hauptschiff mit Szenen aus dem Alten und Neuen Testament und vier kleinere Bleiglas- und Betonglasfenstern in der kleinen Seitenkapelle und über der Orgel.
1994 wurde eine geschnitzte Kreuzwegfolge des Bildhauers Wolfgang Kleiser angebracht. Sie besteht aus in drei Gruppen zusammengestellten Tafeln, die knapp 2,90 auf 0,60 Meter groß sind.